# Hugo de Lantins
Hugo de Lantins (* vor 1400 in der Diözese Lüttich; † nach 1430) war ein franko-flämischer Komponist und Sänger der frühen Renaissance.

## Leben
Über Datum und Ort der Geburt und über den Werdegang von Hugo de Lantins existieren keine Dokumente, ebenso wenig über das Datum seines Todes und seinen Sterbeort. Gesichert ist, dass er der gleichen Generation angehört wie Arnold de Lantins; er war vielleicht dessen Bruder. Es gibt ein Dokument, welches die Anwesenheit beider Lantins am 8. Juni 1423 am Hof der Malatesta in Pesaro belegt. Hugo de Lantins verfasste Kompositionen, deren Widmung auf eine enge Verbindung zu mindestens drei italienischen Mäzenen hinweist: zu den bereits erwähnten Malatesta in Pesaro, darüber hinaus zur Familie der Colonna in Rom, zum Dogen Francesco Foscari in Venedig und eventuell zu Pietro Emiliani, dem Bischof von Vicenza. Es bestand offenbar auch ein enger Kontakt zu Guillaume Dufay, nachdem in Dufays Lied „Hé compagnons“ sowohl er als auch Arnold de Lantins erwähnt werden.
Die Komposition „Tra quante regïone“ entstand offenkundig für die Seereise von Cleofe Malatesta (~1388–1433) anlässlich deren Heirat mit dem Herrscher von Morea, Theodoro II. Palailogos (dem gleichen Ereignis war Dufays Motette „Vasilissa ergo gaude“ gewidmet). Hugos Kompositionen „Mirar non posso“ und „Celsa sublimatur“/„Sabine presul“ stehen im Zusammenhang mit der römischen Familie Colonna; hier gibt es Bezüge zur Schlacht bei L’Aquila (Juni 1424) und zur Stadt Bari mit ihren wichtigsten Schutzheiligen, nachdem Antonio Colonna 1424/25 für kurze Zeit Vizekönig von Apulien war. Zu Ehren des Dogen von Venedig wurde zweimal jährlich eine „Laudes regiae“ gesungen; Hugo verfasste für diesen Anlass 1423 die Motette „Christus vincit“ für den Dogen Francesco Foscari (1423–1457). Aus dieser Motette entstand um 1430 durch Kontrafaktur die Motette „O lux et decus Hispaniae“ vermutlich für Bischof Pietro Emiliani in Vicenza.

## Bedeutung
In den Kompositionen von Hugo de Lantins spielen Imitationen eine zentrale Rolle, welche zwischen Cantus und Tenorstimme (gelegentlich auch Contratenor) verlaufen. Bei einem einzelstehenden Gloria, geschrieben in bemerkenswert tiefer Stimmlage, werden zwei Stimmen fortwährend als Kanon in der Quinte geführt. Hugos Motetten besitzen ein stilistisch weites Spektrum (panisorhythmischer Stil, Eröffnung mit ausgedehnten Echo-Imitationen, bewegter Cantus über drei rhythmisch einfachen Unterstimmen und andere Formen). Imitationstechnik liegt auch vielen von seinen Liedern zugrunde, wobei einige davon auch Besonderheiten aufweisen: Das Lied „Je suy exent“ z. B. ist eine recht komplexe Komposition mit ihren zahlreichen Wechseln in Mensuration und musikalischer Struktur und den enthaltenen Konfliktrhythmen. Insgesamt besitzt Hugo de Lantins Musik eine gewisse Nähe zu Johannes Ciconia, und manche schlichte Melodieführung erinnert an die frühen Werke von Guillaume Dufay.

## Werke
- Messensätze
  - Gloria und Credo zu drei Stimmen
  - Gloria I zu drei Stimmen (in einer Handschrift mit einem Credo von Dufay gepaart)
  - Gloria II zu drei Stimmen
  - Gloria III zu drei Stimmen
- Motetten
  - „Ave gemma claritatis“ zu vier Stimmen
  - „Ave verum corpus“ zu vier Stimmen
  - „Celsa sublimatur“/„Sabine presul“ zu vier Stimmen (isorhythmisch; Stadt Bari, hl. Nikolaus von Bari, hl. Sabinus von Canosa)
  - „Christus vincit“ zu drei Stimmen (Francesco Foscari)
  - „O lux et decus Hispanie“ zu drei Stimmen (hl. Jacobus, größtenteils Kontrafaktum von „Christus vincit“)
  - „...ram...“ (Fragment eines lateinischen Stücks, Hugo de Lantins zugeschrieben)
- Lieder als Rondeaux
  - „A ma damme playsant et belle“ zu drei Stimmen
  - „Ce j'eusse fait ce que je pence“ zu drei Stimmen
  - „Chanter ne scay ce poyse moy“ zu drei Stimmen (Hugo zugeschrieben)
  - „Grant ennuy m'est tres douce simple et coye“ zu drei Stimmen
  - „Helas amour que ce que endure“ zu drei Stimmen
  - „J'ay ma joye ben perdue“ zu drei Stimmen
  - „Je suy espris d'une damme amoureuse“ zu drei Stimmen
  - „Je suy exent entre aman pour amour“ zu drei Stimmen
  - „Joly et gay je me tenray“ zu zwei Stimmen
  - „Mon doulx espoir mon souvenir“ zu drei Stimmen (Hugo zugeschrieben)
  - „Plaindre m'escuet de ma damme jolye“ zu drei Stimmen (mit enthaltenem Akrostichon)
  - „Pour resjoyr la compaignie“ zu drei Stimmen
  - „Prendre couvint de tout en gré“ zu drei Stimmen
  - „Ung seul confort pour mon cuer resjoïr“ zu drei Stimmen (Hugo zugeschrieben)
- Lieder als Balladen
  - „Io sum tuo servo o dolze anima bella“ zu drei Stimmen (Hugo zugeschrieben)
  - „Per amor de costey“ (Hugo zugeschrieben)
  - „Tra quante regïone et sol si mobele“ zu drei Stimmen (Cleofe Malatesta gewidmet)
- Lied als italienisches Rondeau
  - „Mirar non posso ni conzerner dona“ zu drei Stimmen (Vittoria Colonna gewidmet)